# Mi Fu
Mi Fu (米芾 of 米黻; 1051–1107) was een Chinees kunstschilder, dichter, kalligraaf en connaisseur uit de Song-periode. Hij maakte naam met zijn shan shui-landschappen en zijn kalligrafieën. Daarnaast stond Mi bekend om zijn excentrieke levensstijl en zijn omvangrijke verzamelingen.

## Biografie

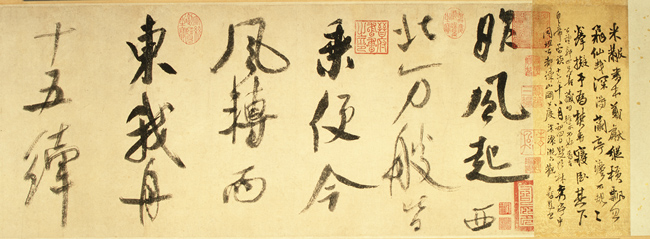
Gedichten in Wuzi's boot

Mi Fu werd in 1051 in Taiyuan geboren. Volgens antieke bronnen was hij in zijn jeugd een hoogbegaafde jongen, die op zesjarige leeftijd reeds honderden gedichten uit het hoofd kende. Zijn moeder was een min aan het hof. Hierdoor raakte Mi kennis met de keizerlijke familie en was hij al op jonge leeftijd een voorname ambtenaar van justitie. In vergelijking tot andere literati leverde Mi veel kritiek op de in zijn ogen starre regels aan het hof. Hierdoor werd hij regelmatig naar een andere post overgeplaatst.
Mi Fu maakte reeds op vroege leeftijd naam met zijn kalligrafieën, gedichten en schilderwerken. Zijn onbevangen landschapsschilderwerken vielen weinig in de smaak van de keizerlijk familie. Daarentegen was Mi een van de belangrijkste vertegenwoordigers van een nieuwe onafhankelijke schildersbeweging, die expressie belangrijker vonden dan natuurgetrouwe schilderkunst. Deze kwam later bekend te staan als de 'Zuidelijke School'.
Naar verluidt was Mi Fu zeer eigenaardig in zijn manieren. Hierdoor kwam hij bekend te staan als 'Mi de gek' (米癲). Zijn kledingstijl was dermate excentriek dat hij overal de aandacht trok. Hij had excessieve smetvrees en werkte altijd met water in de buurt om zich regelmatig te kunnen wassen. Mi had een obsessie voor gongshi (贡石), door de natuur gevormde stenen en rotsblokken, en legde een omvangrijke verzameling aan. Hij meende dat met name rotsformaties uit het meer Taihu een ziel hadden en had de gewoonte deze te begroeten als waren het respectabele oude mannen. Mi verklaarde zijn favoriete steen tot zijn eigen broer.
Behalve stenen verzamelde Mi ook oude kalligrafieën en schilderwerken. Hij ging regelmatig tot het uiterste om een object te verkrijgen en legde zo een omvangrijke verzameling aan. Mi's huis werd een favoriete ontmoetingsplaats voor kunstenaars uit de omgeving. Een gedeelte van zijn verzameling bewaarde Mi echter op een geheime plek en werd enkel aan een select groepje vrienden getoond.
Mi Fu was getrouwd en had vijf zoons, waarvan de jongste drie vroeg stierven, en acht dochters. Zijn zoon Mi Youren (1086–1165) was ook een bekend schilder in zijn tijd en werkte in een vergelijkbare artistieke stijl. Samen worden zij ook wel aangeduid als de 'Twee Mi's'. Mi Fu stierf in 1107 op 57-jarige leeftijd.

## Werken
Mi Fu verwierf zich de reputatie van expert in het kopiëren van kalligrafieën en schilderwerken van oude meesters, met name die uit de Jin-periode. Hij werd geroemd om zijn beheersing van de penseel. Naar verluidt was hij in staat om met diverse voorwerpen te schrijven en schilderen, zoals bamboe- en lotusstengels.

### Schilderkunst

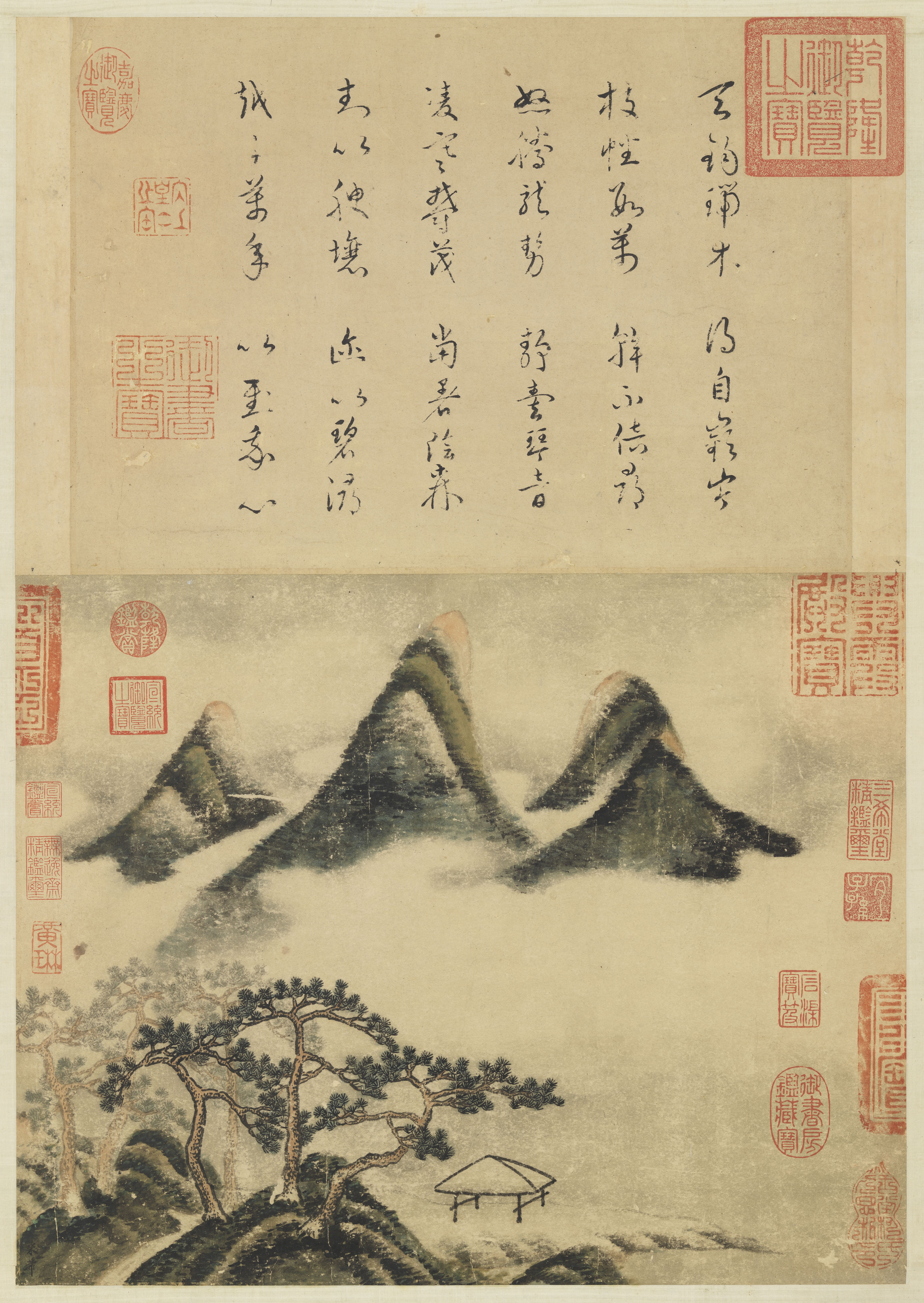
Detail Bergen en dennen in de lente (ca. 1100), toegeschreven aan Mi Fu, collectie Nationaal Paleismuseum

Mi Fu bezag de schilderkunst en kalligrafie als een en dezelfde kunst. Hij was bekend om zijn mistige shan shui-landschappen die hij uitvoerde in natte inktwassingen. Verder schilderde hij onder andere vogel- en bloemschilderingen, bamboeschilderingen en taferelen. Er zijn echter weinig schilderwerken van hem bewaard gebleven en geen van deze werken kunnen met zekerheid aan Mi worden toegeschreven. Mogelijk zijn sommige schilderijen van de hand van Mi Youren.
Mi was de eerste die met penseeldeppen puntjes aanbracht in zijn landschappen. Hij gebruikte deze methode voor het schilderen van bergen en vegetatie. Met zeer natte inktvlekken gaf Mi mist en wolken weer en suggereerde zo diepte. Deze technieken werden door zijn zoon Mi Youren verder doorontwikkeld. De innovatieve technieken van de Twee Mi's worden gezamenlijk de 'Mi-landschapsstijl' (米家山水; pinyin: Mǐ jiā shānshuǐ) genoemd en hadden een grote impact op de ontwikkeling van zowel de Ma-Xia-school als de literati-schilderkunst.

### Kalligrafie en poëzie
Mi Fu wordt beschouwd tot de grootste kalligraaf van de Song. Hij wordt beschouwd als een van de Vier Kalligrafiemeesters van de Song-dynastie, samen met zijn tijdgenoten Su Shi (1037–1101), Huang Tingjian (1045–1105) en Cai Xiang (1012–1067). Mi borduurde voort op de stijl van oude meesters als Wang Xizhi (303–361) en maakte gedichten in de stijl van Li Bai (701–762). Volgens zijn vriend Su Shi was Mi's penseel "scherp als een zwaard en doeltreffend als een pijl uit een boog".
- Bibliothèque nationale de France: cb18165924c (data)
- CiNii: DA03314821
- Gemeinsame Normdatei: 119547074
- International Standard Name Identifier: 0000 0000 8361 4673
- Library of Congress Control Number: n81054054
- Nationale Bibliotheek van Letland: 000158589
- MusicBrainz: c9cc6e5e-12a5-453b-a465-f29d38e005ea
- Bibliotheek van het Japanse parlement: 00318244
- Nationale bibliotheek van Australië: 36730512
- Nationale Bibliotheek van Israël: 987007275522605171
- Nederlandse Thesaurus van Auteursnamen: 160197686
- Réseau des bibliothèques de Suisse occidentale: 02-A026539411
- LIBRIS: 286693
- Système universitaire de documentation: 129400939
- Trove: 1438386
- Union List of Artist Names: 500329975
- Virtual International Authority File: 18034388
- WorldCat: E39PBJbCTJhw8xTjFkbfdrGj4q